# Segway

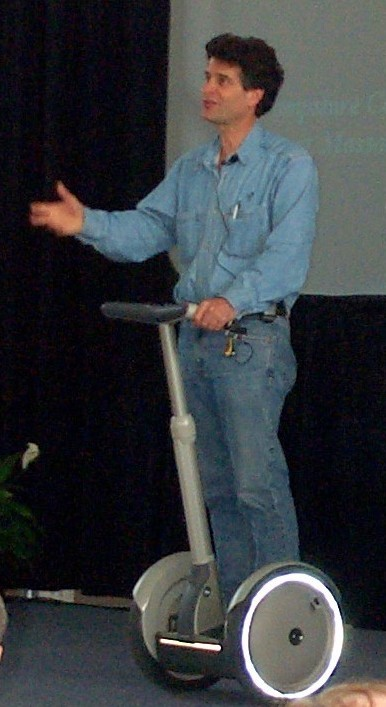
Figura 2. Dean Kamen, o inventor do Segway.

O Segway PT é um diciclo (meio de transporte de duas rodas lado a lado) inventado por Dean Kamen e revelado em Dezembro de 2001, que funciona a partir do equilíbrio do indivíduo que o utiliza. A tecnologia existente nos Segway PT, consiste numa inteligente rede de sensores, mecanismos e sistemas de controlo, que permite ao Segway PT o auto-equilíbrio e a deslocação em duas rodas. Quando se desloca, 5 micro-giroscópios e 2 acelerómetros estudam as mudanças no terreno e a posição do corpo do condutor, a uma velocidade de 100 vezes por segundo. Para que o Segway PT avance, o indivíduo só precisa de se inclinar para a frente e para que recue é necessária a inclinação para trás. Para virar, basta oscilar o braço central para o lado pretendido.(Altitude, 2006) Esta tecnologia é denominada de LeanSteer. É eléctrico, e utiliza duas baterias Li-ion, que lhe permitem uma autonomia de cerca de 35 quilómetros e uma velocidade máxima de 20 km/h. A carga total é de 8-10h e representa apenas um quilowatt. A sua utilização é vocacionada para a mobilidade urbana, onde poderá representar uma redução de entre 71 a 93% de emissões de gás carbônico em comparação a qualquer veículo motorizado, ou híbrido. O seu custo inicial será amortizado pela sua utilização como substituto do automóvel. O nome Segway PT é propriedade de Segway Inc.(Bynature, 2008)

## História
Tudo se iniciou com a imaginação de Dean Kamen, homem cujas invenções surgiram olhando para um problema, ignorando o pensamento convencional que o rodeia, e trabalhando incessantemente até que este seja resolvido - uma fórmula usada desde que Kamen frequentava a universidade. A Segway PT tem como pilar a crença de que a ciência e engenharia podem melhorar diretamente a qualidade do quotidiano das pessoas.
Em 1982,  Kamen fundou a DEKA Research & Development Corporation, em Manchester, New Hampshire, cujo nome era uma contração do seu primeiro e último nomes.
Em 1990, Kamen, constrangido ao ter observado um homem de cadeira de rodas tentar travar num passeio inclinado, procedeu à tentativa de resolução do problema, levando-o ao desenvolvimento do DEKA’s IBOT Mobility System. Esta cadeira de 6 rodas, motorizada, podia subir escadas e, entre outras coisas, levantar a pessoa deficiente, de modo a que esta pudesse olhar qualquer um diretamente nos olhos, sem ter de se sentir inferiorizado.
Em meados da década de 1990, a DEKA iniciou o desenvolvimento do Segway Human Transporter (HT), posteriormente alterado para Segway Personal Transporter (PT). O PT era uma plataforma com duas rodas e um guiador, sobre o qual o usuário estava na posição vertical. Utilizava microprocessadores de estado sólido e giroscópios a equilibrar-se sobre duas rodas. A sua velocidade limitava eletronicamente os 18,75 km/h e os travões convencionais não funcionariam,  visto que seria necessário manter as rodas em movimento para manter o balanço, assim a energia de travagem foi transferida para as baterias.
O PT iria custar 100 milhões de dólares (US $) a ser desenvolvido, suportados principalmente por empresas como Credit Suisse First Boston, Silicon Valley, Perkins Caufield & Byers e a Amazon.
O Segway Personal Transporter (PT) foi oficialmente apresentado em Dezembro de 2001.
Em 2002, a versão industrial estava ainda a ser testada e no final do ano saiu a versão para consumidor com preços a rondar os 3000 dólares.(Fundinguniverse, [2009?])
Datas importantes:
- 1976: É fundada a AutoSyringe Inc. com o lançamento de bombas de infusão criadas por Dean Kamen.
- 1982: Kamen vende a AutoSyringe e funda a DEKA Research & Development Corp.
- 1989: "For Inspiration and Recognition of Science and Technology" (FIRST) é criada.
- 1990: Começa o desenvolvimento do IBOT, uma cadeira de 6 rodas, novo projecto de Kamen.
- 1995: A empresa começa o desenvolvimento do Segway HT.
- 2000: O financiamento é obtido para Segway LLC.
- 2001: O Segway PT é revelado.
- 2002: O Segway PT chega ao mercado.
- 2006: A segunda geração dos Segway chega ao mercado
- 2020: A empresa que fabrica o Segway deixa de produzir este veículo a partir de 15 de julho. O produto representou menos de 1,5% das receitas da companhia em 2019.[1]

## Operar o Segway
O diciclo é fácil de ser manobrado. Para o impulsionar para a frente, o condutor deve colocar o seu peso para a ponta dos pés. Quando quer travar é só fazer o movimento contrário. Na primeira geração de Segways usava-se um botão para curvar para a direita ou para a esquerda. Nesta segunda geração basta inclinar o corpo para virar para a direita ou esquerda; além de ser um veículo mais robusto. 
Os modelos originais do Segway são ativados usando uma de três chaves, destinadas a preencher a experiência do utilizador, prevenindo-o de quaisquer riscos de manobra:
- Chave preta: Esta chave é para iniciantes, em que a velocidade atingida pelo Segway é a mais lenta de todas, sendo eletronicamente limitada até 9 km/h. Tem uma taxa de viragem igualmente lenta.
- Chave amarela: Esta para usuários intermédios e/ou passeios, cuja velocidade é mais rápida, atingindo os 13 km/h. A taxa de viragem é mais rápida.
- Chave Vermelha: Para usuários mais avançados em áreas abertas, em que se atinge uma velocidade máxima de 16 km/h nos modelos i-Series (no modelo p-Series atinge os 20,1 km/h), virando na maior taxa de viragem.

Para os modelos i2 e x2, é possível introduzir uma chave informativa usada para controlar as configurações correspondentes a cada um. Este chip pode ligar o PT a uma distância de 4,6 metros, bem como ativar o modo desejado ou colocar o Segway em modo de segurança, que bloqueia as rodas faz soar um alarme se movido.
Apesar da sua autonomia ser de 38Km esta pode variar conforme o peso do condutor, tipo de piso e carga extra.(Segway, 2009)

## Tecnologia
A tecnologia de funcionamento do Segway PT é idêntica à do clássico pêndulo invertido. O Segway PT contém motores elétricos alimentados por baterias de lítio à base de fosfato, da Valence Technology, que podem ser recarregadas numa tomada normal, de corrente caseira. O Segway balança com a ajuda de dois computadores com software específico, dois sensores de inclinação e cinco giroscópios (os giroscópios não afetam o balanço; são meros sensores).
Pode-se distinguir, em modos gerais, um modelo pessoal e outro industrial. O modelo industrial eleva o usuário 20 cm acima do chão, enquanto o pessoal eleva um pouco menos, devido ao tamanho inferior das rodas. Ambos têm pneus de borracha semelhantes a scooters. O modelo industrial pesa 80 kg, enquanto o pessoal 65 kg.
Cada Segway vem equipado com um chip de 64-bit, com uma chave magnética feita para prevenir roubos. Este chip possibilita também a associação a diferentes perfis que regulam a velocidade, raio de manobra e bateria, de modo a corresponder aos objetivos do uso ou à habilidade do usuário.
O revolucionário sistema de controlo de balanço deste veículo trabalha em conjunto com um par de motores elétricos, em que cada um alimenta cada roda. O princípio é simples e equipara-se ao do equilíbrio de um ciclista: tal como o ciclista se equilibra e impede a bicicleta de cair, o Segway avalia o peso do utilizador e ajusta-se a este, impedindo-o de cair. O mesmo algoritmo rege o raio de manobra a diversas velocidades, de modo a prevenir a queda do condutor na viragem.
Por razões de segurança, os mecanismos de controle do Segway têm dois ou três dispositivos de backup, caso o principal falhar. Caso um componente reproduz dados imprecisos que possam representar perigo para o ciclista, o terceiro componente está em condições de "votar" o componente defeituoso no caso de saída para não coincidir com os outros sistemas. O controle de algoritmos é todo ele executado num processador concebido pela Texas Instruments, utilizando uma variedade de microchips, tais como: I2C, SPI, e SCI.(Harris, [2009?])
Como um carro elétrico, o Segway retorna energia à bateria durante a travagem. Durante a aceleração, é dada prioridade à segurança, na medida em que, quando se vai a uma velocidade cruzeiro e se embate num objeto, o Segway vai aplicar um binário (força de torção) suficiente para manter o condutor seguro e direito.
O Segway foi testado numa superfície de água, com uma profundidade até 5 cm. Mais do que isso provoca estragos no equipamento.(Hachman, 2001)

## Modelos
Os modelos que atualmente existem acessíveis ao público, fruto de uma segunda geração de produção, são os seguintes: (Segwaynm, 2009)
- i2
- i2 Commuter
- i2 Cargo
- x2
- x2 Adventure
- x2 Golf
- x2 Turf

Tabela 1. Características dos diferentes modelos de Segway existentes
| Modelo       | Velocidade máxima | Autonomia | Capacidade de carga | Peso    | Diâmetro das rodas | Descrição |
| ------------ | ----------------- | --------- | ------------------- | ------- | ------------------ | --- |
| i2           | 20 km/h           | 38 km     | 118 kg              | 47,7 kg | 48 cm              | É o modelo mais versátil. Desenhado para ter um manobrar fácil e adaptável a diversos terrenos. Pode ser usado dentro ou fora de espaços fechados. É indicado para uso pessoal.(Segway, 2009) |
| i2 Commuter  | 20 km/h           | 38 km     | 118 kg              | 47,7 kg | 48 cm              | Igualmente versátil ao original i2, igualmente fácil de operar, mas mais indicado para usar fora de casa em deslocações urbanas, dando uso ao saco incorporado, adicional neste modelo. |
| i2 Cargo     | 20 km/h           | 38 km     | 118 kg              | 47,7 kg | 48 cm              | Este modelo preenche as mesmas características da sua base i2, com a vantagem do armazenamento. Este modelo tem duas caixas de carga incorporadas (uma por cima de cada roda), o que permite a deslocação de objetos de maior amplitude armazenados no próprio veículo.                                      |
| x2           | 20 km/h           | 19 km     | 118 kg              | 54,4 kg | 20 cm              | O x2 é geralmente utilizado em espaços abertos de pavimento rudimentar. Este modelo é desenhado essencialmente para progredir em terrenos acidentados e fugir às estradas normais e, para tal, usa maior força de tração e prossegue caminho graças aos seus pneus trabalhados de borracha saliente.         |
| x2 Adventure | 20 km/h           | 19 km     | 118 kg              | 54,4 kg | 20 cm              | Possui as mesmas características do x2 mas com uma adicional mochila incorporada, que permite deslocações mais longas com a possibilidade de armazenagem. |
| x2 Golf      | 20 km/h           | 22.5 km   | 118 kg              | 54,4 kg | 20 cm              | Este modelo é destinado aos praticantes de golfe, permitindo-lhes uma deslocação estável em todo o campo, e possui um compartimento incorporado desenhado para guardar todos os acessórios deste desporto. Tem duas baterias de lítio Saphion®, de modo a ter maior autonomia, dependendo do terreno pisado. |
| x2 Turf      | 20 km/h           | 19.31 km  | 118 kg              | 54,4 kg | 20 cm              | Os pneus deste modelo são menos rugosos do que o original x2. Assim, permite ao utilizador avançar à mesma em terrenos acidentados mas sem danificar o terreno pisado. É usado normalmente em relva e terrenos delicados.                                                                                    |

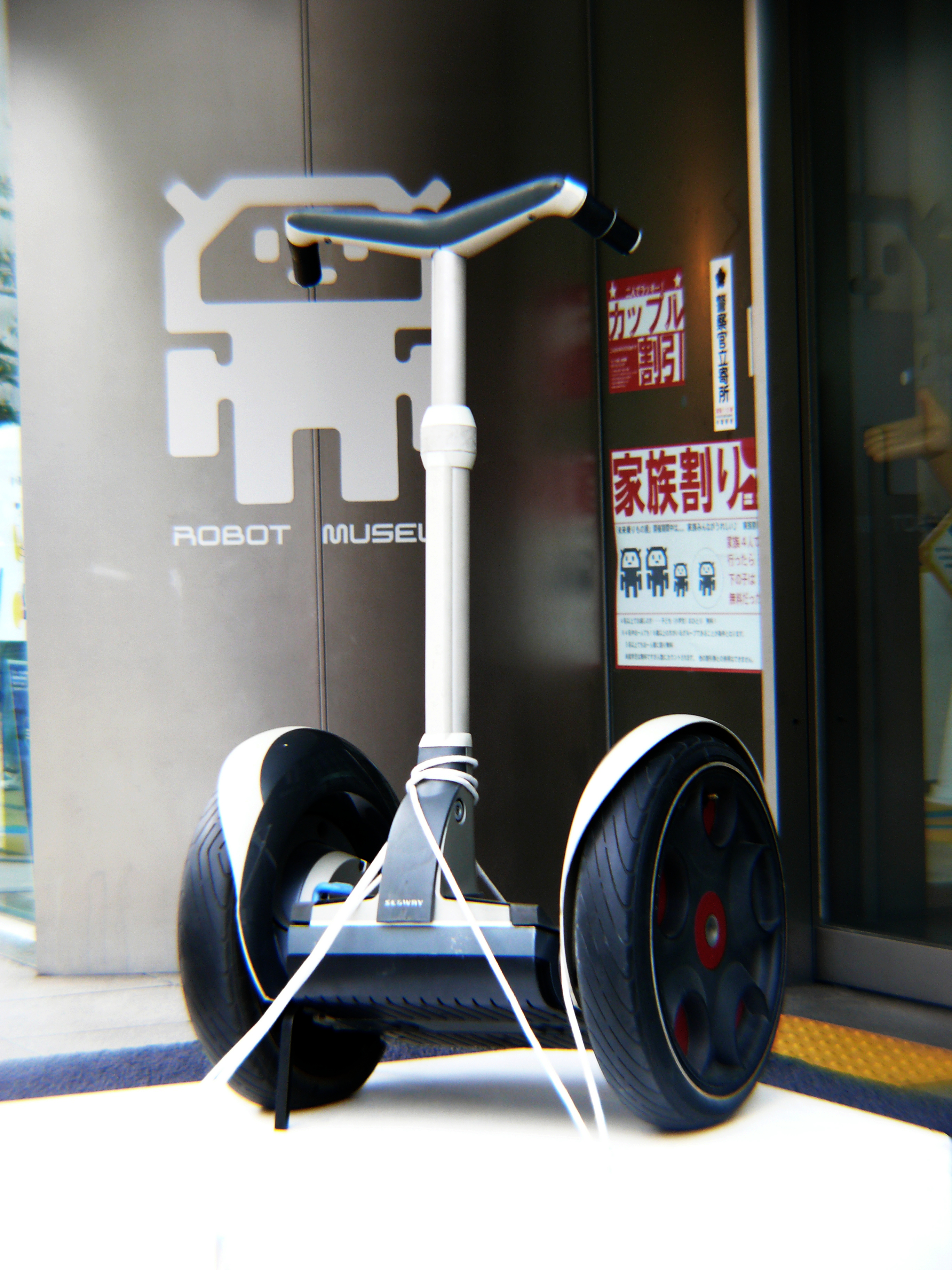
Segway modelo i2.
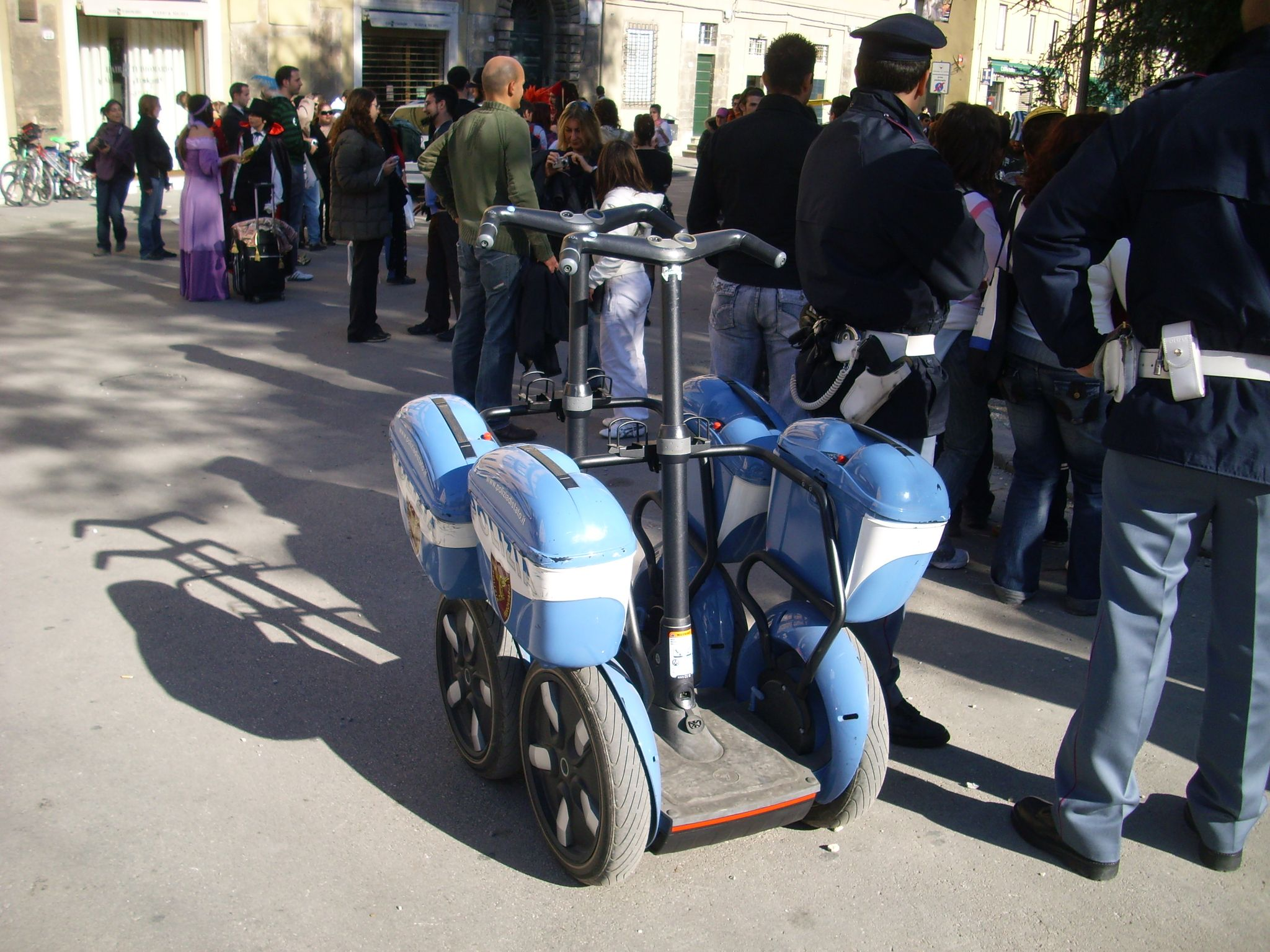
Segway modelo i2Cargo, versão policial.
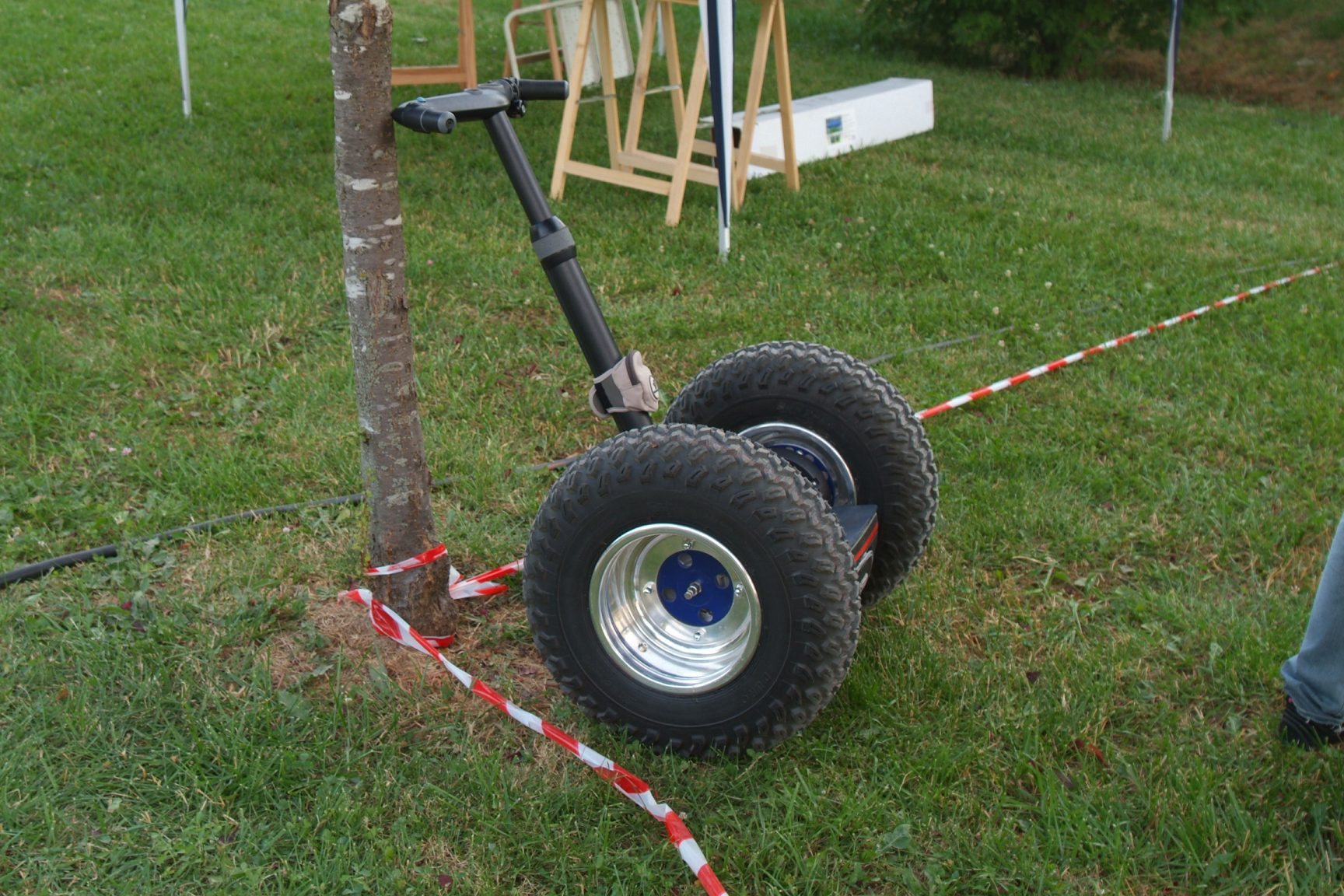
Segway modelo x2.

## Vantagens e desvantagens
O PT, como todos os meios impulsionadores de mercado, surgem com prós e com contras, e compete ao cliente avaliar a sua relação e conjugar o peso de uns e de outros.
O Segway apresenta vantagens aliciantes tais como:

### Vantagens
- Consumos

Ao contrário dos veículos motorizados regulares o Segway não necessita de ser alimentado pelos recursos energéticos normais, como a gasolina ou o gás. Tal factor é talvez a principal benesse deste veículo, pois implica directamente uma vantagem a nível do utilizador, que não tem de gastar dinheiro nas bombas de gasolina; e indirectamente a nível global, dado que não existem emissões poluentes.
- Recarregar

Para pôr o Segway a funcionar é necessário que as suas baterias estejam carregadas. E para tal não é preciso ir a nenhum local nem ter nenhuma máquina específica para a função: basta ligar o segway a uma tomada caseira e deixar que este se carregue totalmente.
- Software

O facto de haver, nesta segunda geração, a possibilidade de inserção de chaves no segway, que resultam na configuração conforme o usuário, promove a eficácia na medida em que é prática a contextualização pessoal com a máquina.
- Segurança

O Segway é um meio acima de tudo estável e seguro, devido ao seu funcionamento interno, em que o seu balanço por si só impele a uma resistência à queda do condutor. Para além disso, as chaves de utilizador inserem na máquina os dados destes últimos, o que faz com que o Segway os conheça e imponha limites razoáveis, em prol da segurança geral.
- Barulho

Os veículos urbanos têm outra desagradável característica que é a produção em massa de poluição sonora, através da combustão dos motores. O Segway funciona à base de impulsos eléctricos e, como tal, não produz som para além do rodar das ventoinhas internas e dos pêndulos das baterias, poupando barulho à população em geral.
- Divertimento

Devido a ser um meio recente, o invulgar que é deslocar-se a 8 cm do chão a uma velocidade razoável torna-se um meio de diversão às primeira experiências, como tal, o divertimento para o utilizador é também um factor a favor da utilidade do Segway.

### Desvantagens
- Preço

A principal desvantagem ao referencial do utilizador é o valor de mercado do Segway. Dependendo do modelo e do país onde este é adquirido, este meio de transporte ronda os 7 mil euros.
- Velocidade

Durante as primeiras vezes que o utilizador conduz o PT, a sensação de velocidade é elevada mas, comparando com os restantes meios de transporte existentes e analisando a eficácia das viagens e velocidade que estes atingem, o Segway fica a perder nas suas deslocações.
- Autonomia

Apesar de ser fácil recarregar e, sem grandes custos monetários adicionais, o Segway tem uma longevidade bastante limitada para maiores distâncias percorridas, tendo de se reger pelas áreas urbanas, onde é facilmente carregável.
- Condicionantes legais

Existem diversos locais do mundo que limitam a circulação livre do Segway, que a condicionam obrigando a utilização de acessórios adicionais ou que simplesmente a proíbem. São os casos dos EUA, que limitam a circulação do PT, dependendo de estado para estado, sendo ainda um processo em aberto e progressivo; da Austrália, cuja circulação foi proibida, tanto nos passeios como nas estradas; do Japão, que equipara o Segway a uma mota, obrigando o utilizador a ter uma licença de condução; e de vários países da Europa, que atribuem as mais diversas conotações, estando ainda em mudança.(Falconer, 2008)

## Proteção Ambiental

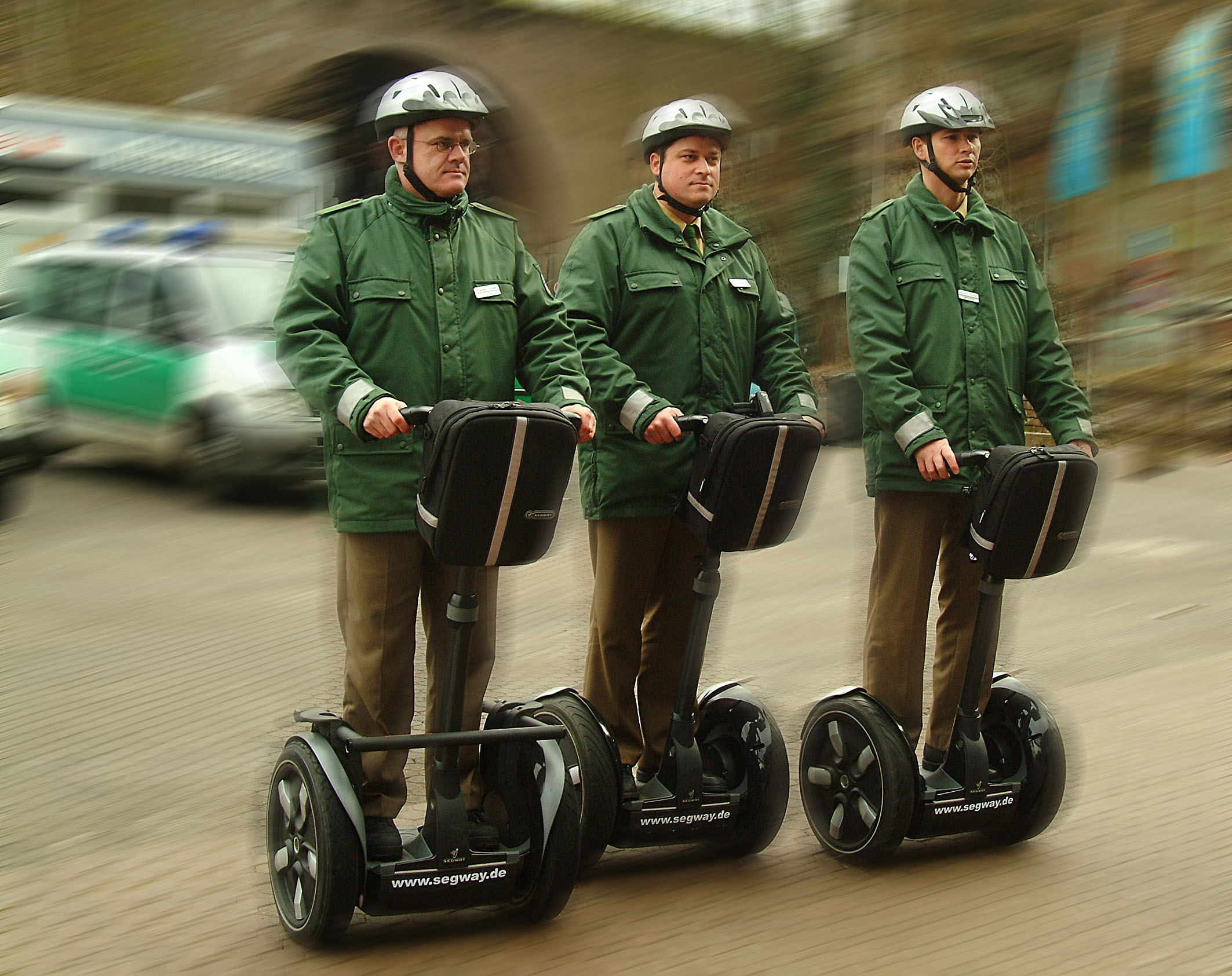
Figura 6. Seguranças em Segway

Uma das principais vantagens no uso do Segway PT é a sua performance ambiental.
O Segway PT funciona como alternativa aos veículos com motores de combustão em viagens urbanas de curta duração, como tal, o seu uso evita em parte a produção de poluentes emitidos pelos veículos motorizados, tais como o óxido de azoto, monóxido de carbono, hidrocarbonetos e dióxido de carbono.
A utilização do motor eléctrico, considerando que a energia eléctrica é produzida numa central termoeléctrica, transfere a fonte poluente para a central de produção de energia, facilitando o controlo das emissões e reduzindo a poluição urbana. Nos casos em que a energia é produzida em centrais hidroeléctricas ou através de outras fontes de energia renováveis, o impacto ambiental da utilização do Segway PT é praticamente nulo.
Para além da redução das emissões poluentes de veículos no centro das cidades, a utilização do Segway PT
aumenta a segurança dos peões, pois a diminuição do número de automóveis reduz o risco de acidentes e aumenta o espaço pedestre dos cidadãos.
Em comparação com outras tecnologias alternativas aos veículos motorizados chega-se à conclusão que o
Segway PT, durante a sua vida útil, produz menos emissões poluentes. Por outro lado, analisando esta tecnologia como complemento do uso dos veículos motorizados particulares, recorrer aos PT leva a um menor desgaste dos veículos e consequente aumento da sua vida útil.(Segwayht, [2009?])

## Serviços
A utilização do Segway passa por diversos campos, oferecendo alternativas a vários níveis:
- Serviço de Carga:
  - Armazenamento
  - Transferência de cargas
  - Triagem
  - Montagem e desmontagem
  - Actividades alfandegárias
  - Carregamento e descarregamento
  - Carga de importação
  - Receção de carga

- Serviço Humano
  - Supervisão industrial
  - Supervisão logística
  - Policiamento
  - Segurança
  - Transporte casual
  - Transporte de actividade
  - Deslocações casuais
  - Tours

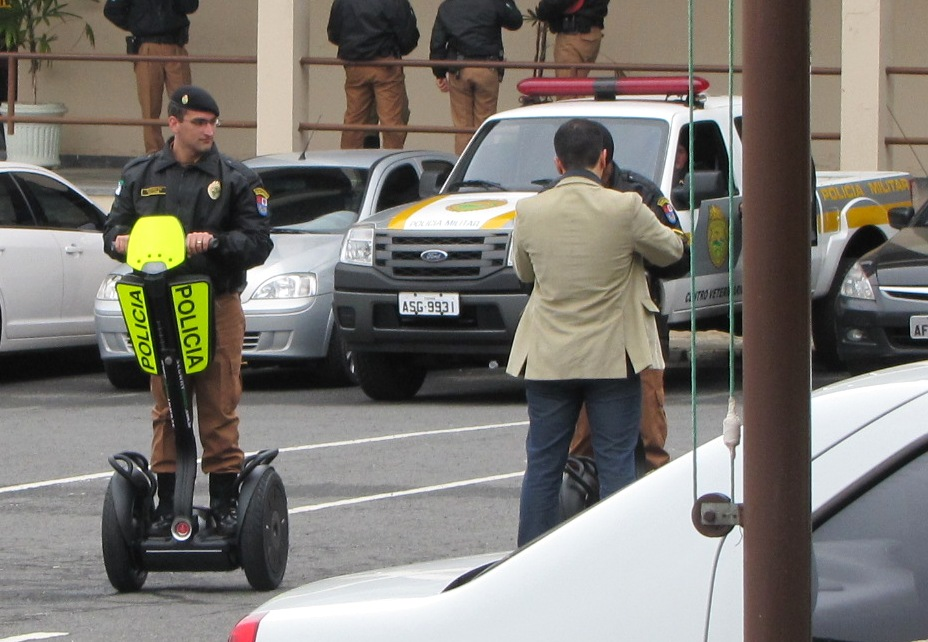
Figura 7. Policial da PMPR em treinamento com Segway.

  - Informações turísticas (cidade de São Paulo)

## Serviços logísticos
- Mobilidade

A sua reduzida distância entre as rodas possibilita ao Segway ocupar o espaço correspondente a uma única pessoa, o que permite ao utilizador atravessar corredores estreitos, linhas de montagem, armazéns, portas, elevadores e a maior parte de ambientes internos.
- Agilidade

Utilizando o exemplo das filas de armazéns, a maioria dos equipamentos, quando atravessam um corredor estreito em que não existe saída, enfrentam dificuldades em dar a volta. O Segway é um equipamento ágil e tem capacidades que lhe permitem girar em torno do seu próprio eixo. Através da rotação do eixo central das rodas, respondendo a uma indicação dada pelo computador de bordo, o Segway torna-se flexível nas deslocações interiores de qualquer armazém.
- Capacidade de Carga

Certos modelos do Segway, nomeadamente o i2 cargo, contêm bolsas laterais e frontais. Graças a estes atributos o Segway pode levar até 20 kg de carga nos seus compartimentos. Para necessidades especiais há a possibilidade de se incorporar suportes laterais ao equipamento, fazendo um transporte flexível e eficaz de equipamentos.
- Resistência

Testado em variadas condições, o Segway possui resistência, durabilidade e eficiência. O guiador foi desenvolvido em alumínio, proporcionando maior resistência em casos de impacto frontal e acidentes de trabalho. A sua plataforma compacta está ligada à caixa de engrenagens, formando um conjunto rígido com capacidade para suportar a carga desejada, formando um instrumento indicado para o trabalho bruto.
- Produtividade

Deslocações com rapidez e produzir mais em menos tempo, são pontos chave na optimização de qualquer negócio. Mobilidade, agilidade, capacidade de carga e resistência levam a uma rentabilidade logística, que proporciona uma maior produtividade em actividades industriais.(AMESegway, [2009?])

## Segway emPortugale noBrasil

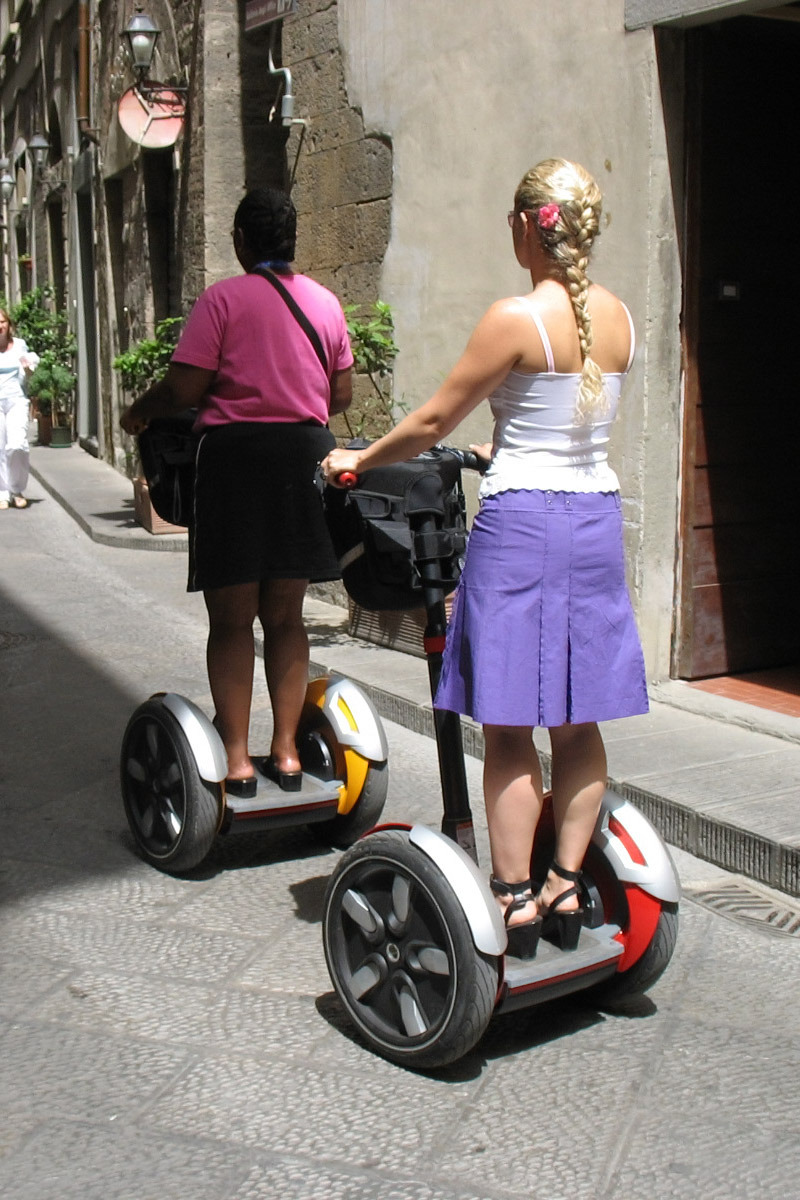
Figura 8. utilizadores de Segway

O Segway, em Portugal, está à venda desde 2005, através da empresa Segway Portugal – Urban Mobility, de Ricardo Aleixo (o importador Segway), e existem oito concessionários espalhados pelo país.
Em Portugal, há jogadores de futebol que o têm, há quem tenha a frota completa e a vá actualizando; há quem os utilize dentro de grandes propriedades e quintas. Estão a ser usados em diversas infraestruturas, entre elas universidades, hospitais e em empresas tais como a Vodafone, SIVA, Vadeca, Smartadvertising, Tabaqueira, Xerox e Toyota. São usados nos grandes centros comerciais e pela polícia. Nestes anos a empresa importadora tem tido um crescimento sempre superior a 50% ao ano. Os seus primeiros clientes começaram por ser pessoas informadas e interessadas pelas novas tecnologias. A seguir veio a área de segurança, vigilância e policiamento, onde a empresa tem uma quota significativa de mercado. No Centro Colombo, de Lisboa, foi feito o estudo para implementação de Segways, concluindo-se que aumenta a produtividade dos funcionários: as rondas fazem-se em menos tempo, fazem-se mais e o segurança fica mais visível e fazem turnos de 10 a 15 horas sem precisar de carregar. Também há polícias municipais que já os estão a utilizar: Matosinhos, Paredes, Lisboa e algumas autarquias, como a Vila Nova da Barquinha. O volume de vendas da empresa Urban Mobility, de acordo com informações comerciais disponíveis no mercado, foi de 440 mil euros, em 2006.
Existem tours de Segway, passeios turísticos que se fazem em cima da máquina com um guia que explica a cidade e os seus monumentos. Já há empresas em Aveiro, Porto, Chaves, Fátima, Cascais, Sintra e Lisboa.
O modelo mais comercializado em Portugal é o i2 Base. Pesa 47,7 kg, tem 63x63 cm de dimensão e custa 5770 euros (mais IVA). (Coutinho, 2008)
No Brasil, frequentemente, dá-se a referência ao Segway como um veículo eléctrico semelhante a uma "patinete". O equipamento tem vindo a ser testado pela polícia de São Paulo e, no interior, já é usado na Polícia municipal de Campinas, no patrulhamento do Centro e das áreas privatizada, nos centros comerciais Iguatemi, Galeria e Dom Pedro. É usado também em Belo horizonte, pela guarda municipal, que possui 12 desses.
No Ceará, o Governo do Estado adquiriu 10 equipamentos segway modelo X2 para a Polícia Militar para patrulhamento na Av. Beira Mar.
O Segway é importado e o escritório matriz da Segway Brasil fica em São Paulo, com mais dois escritórios centrais, no Rio de Janeiro e na Bahia.

## Concorrentes
Numa época em que os custos de mobilidade são cada vez maiores e os recursos tal como os conhecemos são cada vez menos, tendem a surgir no mercado novas soluções para o problema. A situação actual exige que se recorra cada vez menos a matérias-primas como o petróleo, o que conduz a uma exploração de novos recursos e soluções para uma mobilidade geral e, ultimamente têm surgido várias. Entre elas, tentativas de substituição do petróleo na exploração de plantas, algas ou bioquímicos donde se consiga extrair energia; exploração de energia nuclear e do átomo do hidrogénio; o desenvolvimento da energia eólica e da energia solar e aplica-la directamente em veículos; entre outros. Assim, com o aparecimento do Segway surgiram outras soluções para o problema e, posteriormente, concorrentes de mercado deste meio de transporte. Cada dia surgem novas ideias impulsionadoras e novas revelações mas as mais relevantes são:

### Winglet
É um robô, desenvolvido pela Toyota, com um funcionamento e constituição muito similares ao Segway pode vir a ser a concorrência mais próxima deste.
O Winglet é constituído por um corpo que abriga um motor elétrico, duas rodas e sensores internos que avaliam constantemente a posição do utilizador e fazem ajustes para manter a sua estabilidade e segurança. Tal como no Segway, basta ao condutor inclinar-se para as diferentes posições para prosseguir em frente, para trás e virar para o lado esquerdo ou direito. A Toyota criou três modelos, o "L", "M" e "S", que correspondem ao "Large" para utilizadores de maior porte, "Medium" para utilizadores de médio porte e "Small" para os mais pequenos. Cada um com diferentes características que permitem aos condutores escolher um modelo adequado às suas necessidades práticas.  Este modelo encontra-se em testes de viabilidade e de inserção no mercado. Os conceitos e objectivos que suportam o fabrico deste veículo têm como base perseguir a sustentabilidade em investigação e desenvolvimento, contribuição social, e ajudar a contribuir para a saúde e conforto da sociedade futura.(Wert, 2008)

### Veículos Híbridos
A situação actual conduziu ao aparecimento de novos tipos de motor dos veículos normais e de novas formas de aproveitamento de recursos, surgindo motores cuja parte eléctrica e electrónica são grande parte integrante. Este tipo de veículos usa uma travagem regenerativa (Frenagem regenerativa), utilizando motor-geradores, que convertem energia cinética em energia eléctrica, que é armazenada na bateria de tração e reduz o desgaste de pastilhas de travões, sistema este que é actualmente utilizado nos veículos de Fórmula 1 (Sistema KERS); Usam motores de combustão interna, utilizado tanto para a propulsão do veículo como para recarregar as baterias, enquanto que o motor a gasolina desliga normalmente quando o trânsito pára e os acessórios (incluindo o ar condicionado) são alimentados pela bateria; entre outros tipos de funcionamento renovável.(Hybrid, 2008) Exemplos de veículos deste género:
- Toyota Prius
- Lexus RX (Lexus, 2009)

## Futuro do Segway
O PT encontra algumas limitações e, de modo a ser melhorado e, de maneira a enquadrar-se no quotidiano da população em geral, tem de haver um processo de alterações na estrutura de maneira a que haja uma adaptação ao veículo mais fácil, da parte das pessoas. Assim, a DEKA lançou um protótipo que enquadra essa melhoria melhorada.

## Acidente Fatal
Em 2010 a Segway Inc., fabricante do sistema de transporte pessoal Segway, foi vendida para o milionário britânico William James "Jimi" Heselden; contudo, o seu tempo à frente da companhia foi muito breve. William Heselden, faleceu ao cair num rio durante um passeio de Segway.

### P.U.M.A
O P.U.M.A., significa Personal Urban Mobility and Accessibility, é um novo projecto feito em colaboração com a americana General Motors Corporation e visa ultrapassar as dificuldades que os modelos Segway tiveram em alguns locais do mundo. O objectivo é tornar-se um veículo para o futuro.
As tecnologias e conceito deste protótipo aproximam-se à constituição do Segway PT, com vantagens como o aumento na capacidade de passageiros numa posição sentada, o aumento da velocidade atingida, chegando aos 56 km/h e da autonomia (dependendo do piso, aguenta 56 km num só carregamento).
Este protótipo assemelha-se visualmente a um Smart, com diversos avanços estruturais:
- Estabilidade – Tem a capacidade de se equilibrar sobre duas rodas e, tal como o Segway tem um raio de viragem igual a zero.
- Propulsão eléctrica – Proporciona um maior controlo sobre o veículo e dá uso ao sistema de regeneração das baterias.
- Gestão da bateria – Tira partido das baterias de lítio de ião fosfatado.
- Informatização de controlo - A informação transferida para o veículo, que origina o movimento, em vez de ser transformada através de cabos, alavancas e roldanas é processada digitalmente.
- Controlo intuitivo - A deslocação do centro de massa do veículo controla a sua velocidade e direção.
- Interface digital -  Todos os dados do veículo, tais como a velocidade, bateria restante e outras informações podem circular sem fio para um dispositivo portátil.(Segway, 2009)

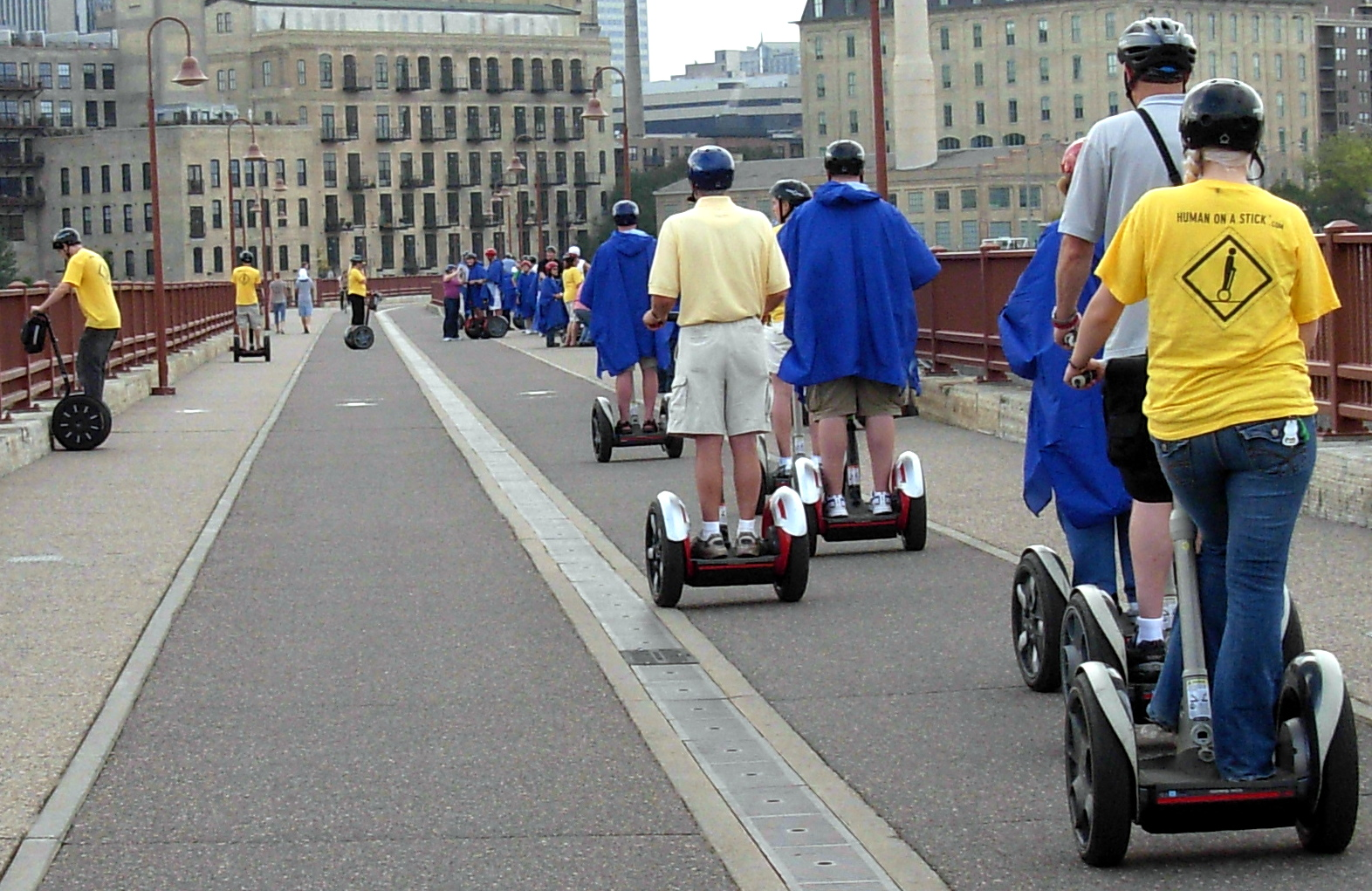
Figura 9. Segway tour